# Sethnacht
Sethnacht is de eerste farao uit de 20e dynastie van Egypte (Nieuwe Rijk) en regeerde (ca.) 1198 - 1194 v.Chr. Hij volgde Tawosret van de 19e dynastie op en werd opgevolgd door zijn zoon Ramses III. De afkomst van Sethnacht is onzeker. Zijn naar de god Seth verwijzende naam doet een familieband met de voorgaande 19e dynastie vermoeden (die familie staat bekend om haar devotie voor Seth en twee farao's van uit de 19e dynastie, Seti I en Seti II, zijn naar hem vernoemd wat verder zeer ongebruikelijk was). Er zijn echter geen directe aanwijzingen voor. Waarschijnlijk was Sethnacht een zoon of kleinzoon van een van de vele zoons van Ramses II. Met deze koninklijke afkomst zou hij dan ook zijn aanspraken op de troon hebben kunnen onderbouwen. Een andere aanwijzing voor een familieband met de 19e dynastie is de in de 20e dynastie veelvuldig voorkomende naam Ramses, hetzij bij de geboorte gekregen, hetzij bij de troonsbestijging aangenomen. Vanaf Ramses III heten alle farao's uit deze familie Ramses (tot en met Ramses XI, met wie de 20e dynastie tot een einde komt).

## Graf
- Graf DK 14 werd gemaakt voor farao Sethnacht als ook gebruikt door koningin-farao Tawosret